# Čistá u Horek
Čistá u Horek là một làng thuộc huyện Semily, vùng Liberecký, Cộng hòa Séc.